# Нагольчик
Нагольчик — малая река в Луганской области Украины. Правый приток реки Нагольной (бассейн реки Миуса и Азовского моря). В черте города Антрацита на реке сооружён Живановский пруд.

## География
Берёт начало в северо-восточных окрестностях города Антрацита в северо-восточной части Донецкого (Нагольного) кряжа. Протекает по Антрацитовскому району Луганской области. Устье на реке Нагольной на границе между Луганской и Донецкой областями, восточнее села Верхний Кут (Донецкой области).

## Населённые пункты
- Антрацит (исток в окрестностях и верховья в городской черте)
- Верхний Нагольчик
- Нижний Нагольчик

## Минерально-петрографические памятники природы
На реке имеется ряд геологических памятников природы, где в залежах находятся кварцевые жилы с различными сульфидами металлов: Острый Бугор, Нагольченско-Шевцовский Бугор и Золотой Бугор.